# Karl Haider

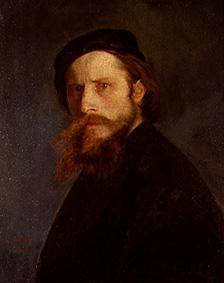
Selbstbildnis 1875

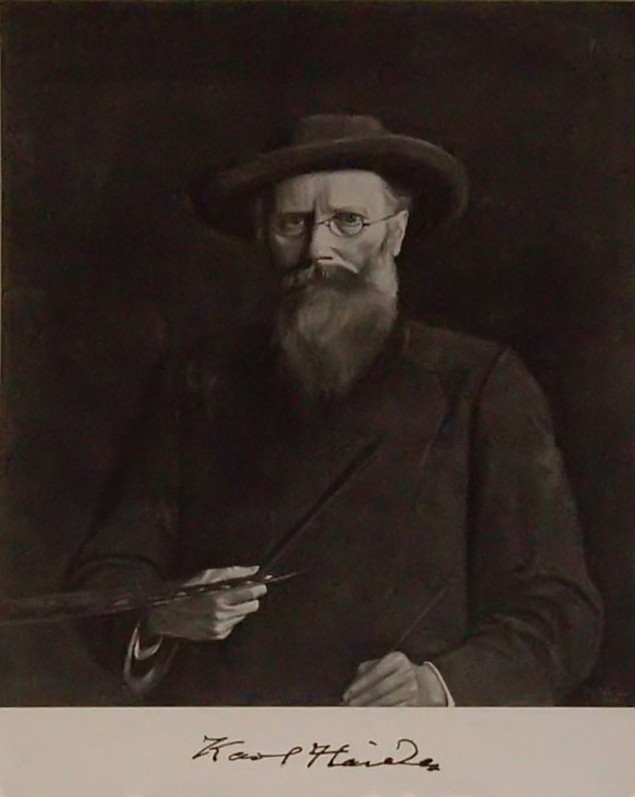
Selbstbildnis 1906

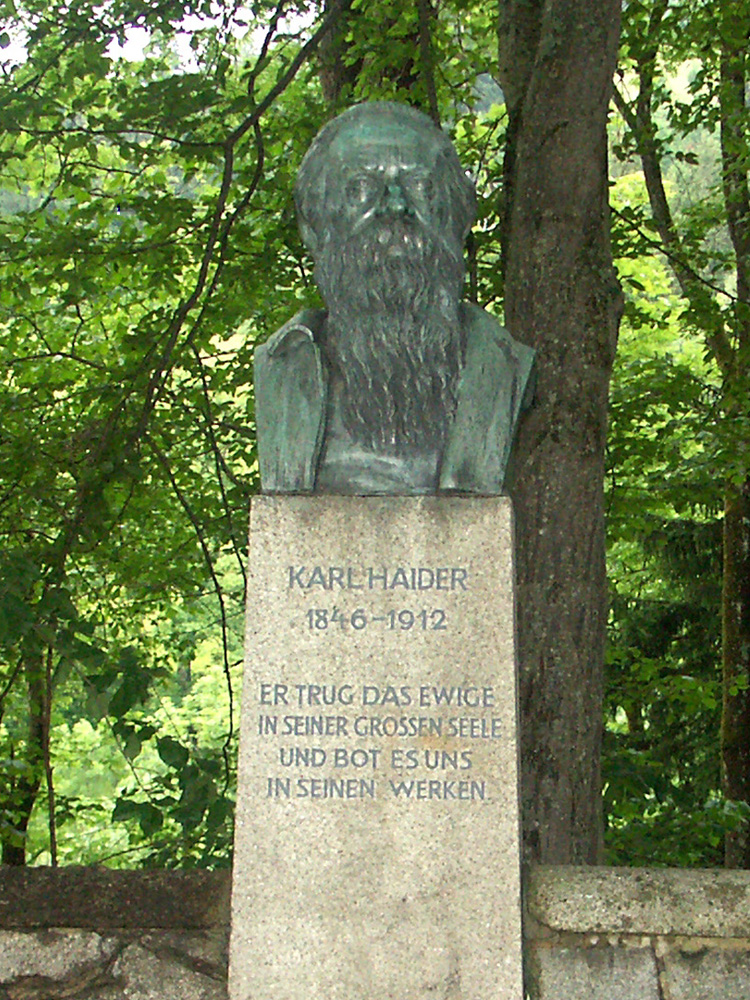
Haider-Denkmal in Schliersee

Karl Michael Haider (* 6. Februar 1846 in München; † 28. Oktober 1912 in Schliersee) war ein deutscher Landschafts- und Porträtmaler aus dem Königreich Bayern.

## Leben
Karl Haider war der Sohn des Forstmeisters von Anzing, Max Haider und dessen Ehefrau Therese Fäßler. Den ersten künstlerischen Unterricht genoss Haider bei seinem Vater. Dieser lehrte ihn auf langen Ausflügen durch das Revier genaues Beobachten und detailgetreue Wiedergabe.
Einige Jahre verbrachte Haider auf einem musischen Gymnasium in München, um durch diesen Schulbesuch einen soliden Grundstock für eine spätere Ausbildung als Sänger zu legen. Doch bereits während seiner Zeit als Gymnasiast festigte sich Haiders Berufswunsch, Maler zu werden. So bald als möglich wechselte er auf eine private Malschule und konnte später mit Empfehlung seiner Lehrer in München auch die Akademie besuchen.
Dort befreundete er sich schon bald mit Hans Thoma und Wilhelm Leibl, die ihn beide beeinflussten. Haider schloss sich dann auch dem Kreis um seinen Freund Leibl an. Noch heute sieht man in ihm den „Lyriker“ dieser Künstlergruppe. Neben der Landschaftsmalerei interessierte sich Haider aber auch für Albrecht Altdorfer und Hans Holbein. Von den frühen Niederländern bevorzugte Haider u. a. Jan van Eyck und Rogier van der Weyden.
1874 heiratete Haider Katharina, eine Nichte des Bildhauers Friedrich Brugger. Mit ihr hatte er zwei Töchter und einen Sohn, den späteren Maler Hubert Haider (1879–1971).
Bereits im darauffolgenden Jahr ging Haider mit 29 Jahren nach Florenz, wo er „alte Meister“ kopierte, indem er von ihnen Holzschnitte herstellte. Dort traf er auf den Maler Arnold Böcklin, der ihn öfters in seine toskanische Villa einlud. Die beiden Maler befreundeten sich, trotz manchmal gegenteiliger Ansichten bei künstlerischen Themen. Im Frühsommer 1876 kehrte Haider nach München zurück.
Dort ließ er sich als freier Maler nieder, erreichte aber trotz Anstrengungen nicht den erwünschten künstlerischen Durchbruch. Alle Museen und Galerien lehnten seine Bilder ab und nur einige wenige private Aufträge sicherten ihm ein äußerst bescheidenes Auskommen. Als 1882 seine Ehefrau Katharina starb, finanzierte der Münchner Maler Franz von Lenbach die Beerdigung. Auch Haiders Freunde vom Leibl-Kreis, besonders Hans Thoma, halfen immer wieder dem hoch verschuldeten Freund und Kollegen. Auch der Kritiker Adolf Bayersdorfer setzte sich immer wieder für Haider ein.
1890 heiratete Haider in zweiter Ehe Ernestine Schwarz; doch diese Verbindung war ebenso kurz wie unglücklich. Mit seiner zweiten Ehefrau hatte er einen Sohn, den späteren Maler Ernst Haider (1890–1988).
1894 wurde Haider durch Fürsprache aus der Akademie eine kleine Pension vom Staat bewilligt. Langsam stellte sich nun auch ein künstlerischer Erfolg ein, der sich ebenfalls finanziell auswirkte. Aber zeit seines Lebens kämpfte Haider mit seiner Furcht zu verarmen. 1896 ließ sich Haider mit seiner Familie in Schliersee nieder.

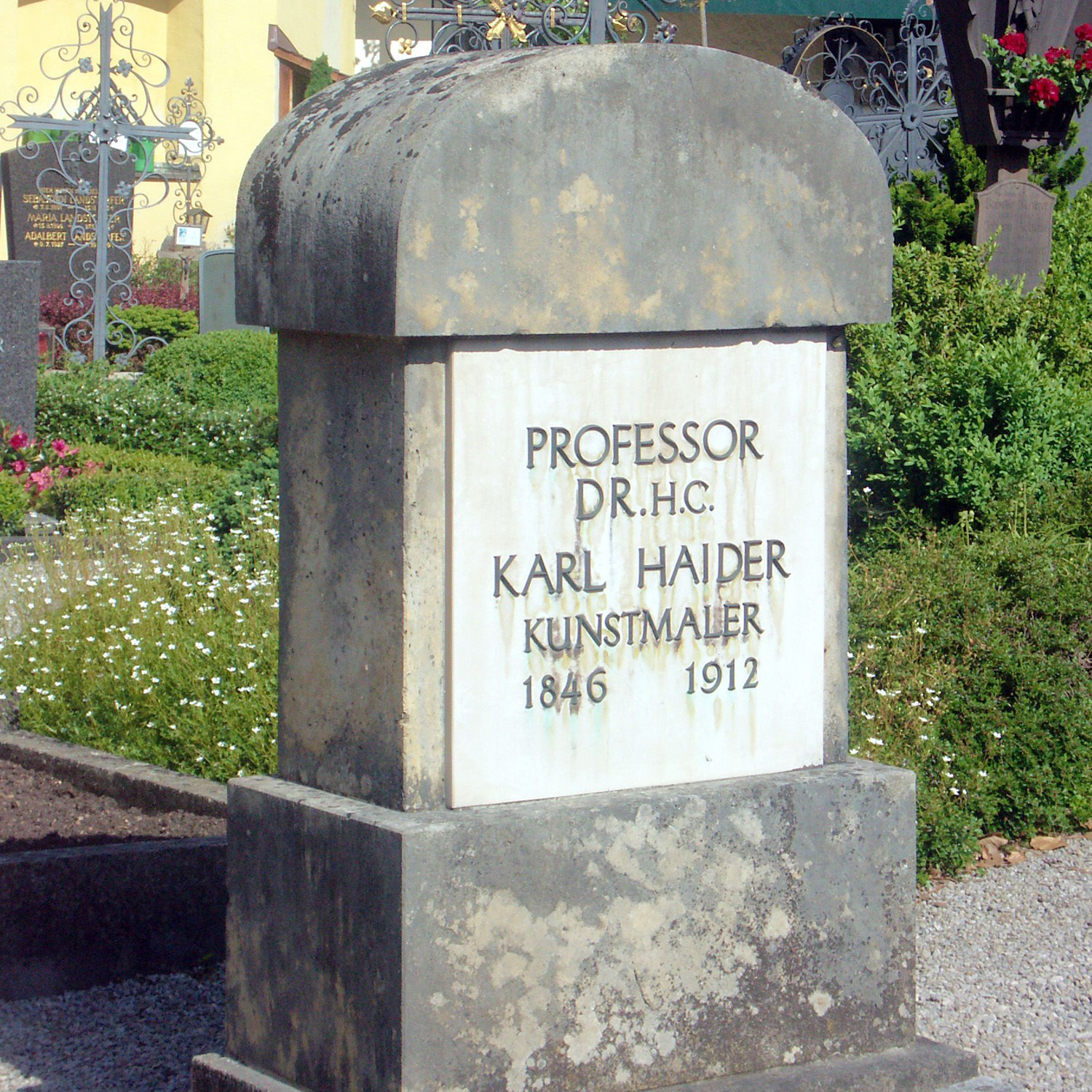
Haiders Grab in Schliersee

1897 wurde sein Bild Herbstabend auf der „Münchener Internationalen Ausstellung“ mit einer Goldmedaille prämiert. In den folgenden Jahren unternahm Haider immer wieder kürzere Studienreisen nach Österreich (Wien), Ungarn (Budapest) und Italien (Florenz). Die Eindrücke dieser Reisen schlugen sich später immer in neuen Bildern nieder. Haider vernachlässigte aber dabei in keiner Weise seine Porträts, von denen einige heute noch zu seinen wichtigsten Bildern gehören.
Als frühes Mitglied des Deutschen Künstlerbundes nahm Karl Haider bereits an der ersten, noch von den Münchener Sezessionisten ausgerichteten DKB-Ausstellung 1904 im Königlichen Kunstausstellungsgebäude am Königplatz teil, wo er mit drei Ölgemälden vertreten war. Anlässlich seines Geburtstages 1911 feierte ihn die Münchner Sezession mit einer großen Ausstellung. Die Universität Breslau verlieh ihm den Titel Dr. phil. h.c.
Im Alter von 66 Jahren starb Karl Haider am 28. Oktober 1912 in Schliersee. Sein Grabmal, 1912 von dem Bildhauer Hermann Lang geschaffen, ist erhalten. In Schliersee wurde eine Straße nach ihm benannt.

## Werke (Auswahl)
- Zwei Mädchen auf der Wiese (1870)
- Ebenberger Eiche (1871)
- Selbstbildnis (1875)
- Portrait Katharina Haider (1875)
- Portrait Elise Greinwald (1877)
- Blumenwiese (1878)
- Der neue Stutzen (1880)
- Über allen Gipfeln ist Ruh (1886)
- Moni (1888)
- Schlierseerin (1891)
- Frühlingslandschaft bei Hausham (1896)
- Herbstabend (1896)
- Das Ostertal mit dem Kienberghorn (1897)
- Dante und Beatrice (1902)
- Mädchen mit Blumenstrauß (1904)
- Heiliger Hain (1905)
- Selbstbildnis (1906)
- Bedeckter Himmel (1908)
- Über allen Gipfeln ist Ruh (1912)
- Gewitterlandschaft

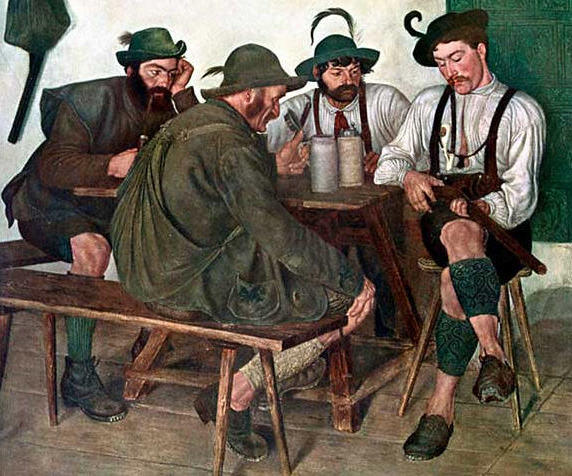
Der neue Stutzen
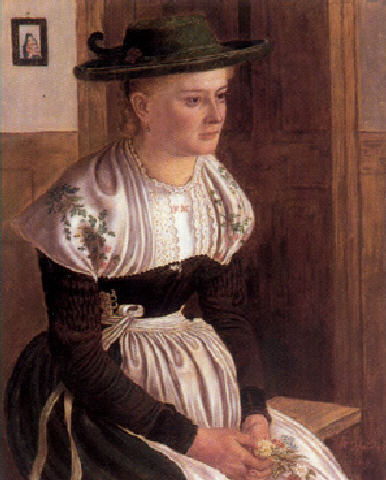
Schlierseerin
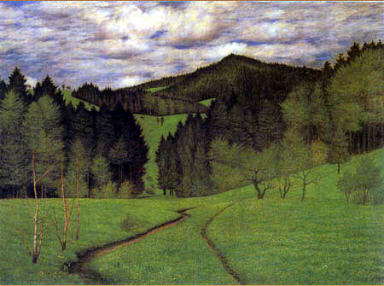
Frühlingslandschaft bei Hausham
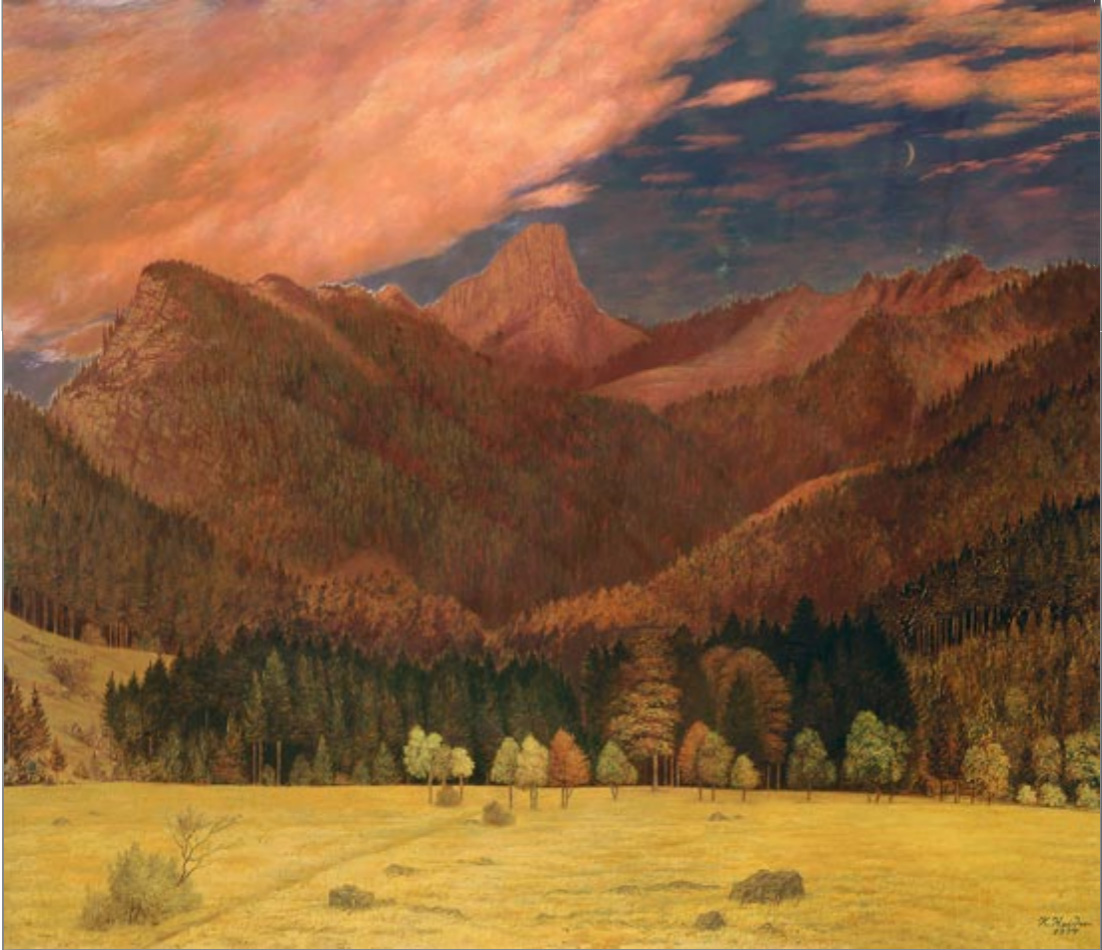
Das Ostertal mit dem Kienberghorn